# Peugeot 401

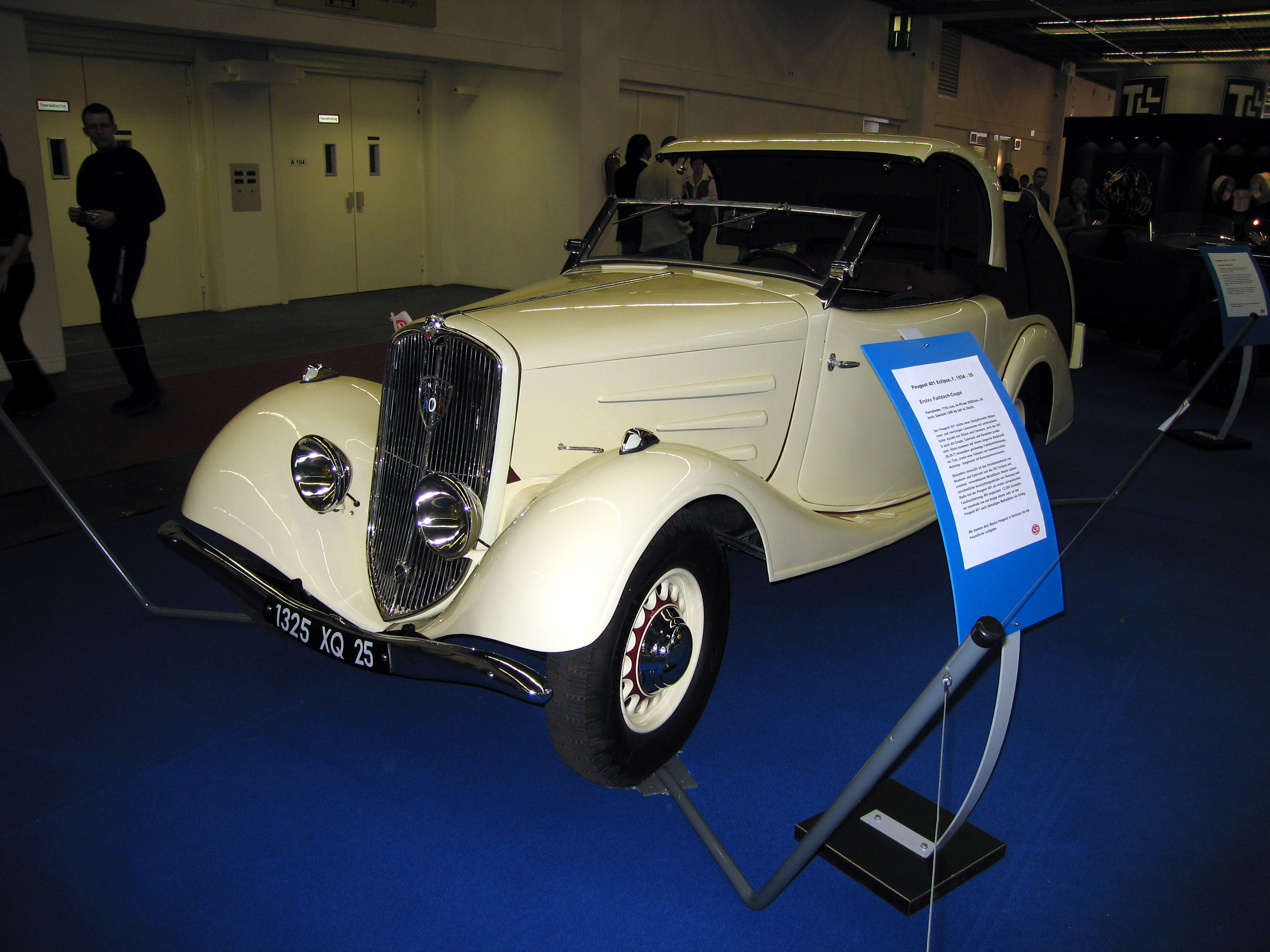
Peugeot 401 на Франкфуртском автосалоне в 2005 году

Peugeot 401 — автомобиль среднего класса, разработанный французским автопроизводителем Peugeot и выпускаемый в 1934—35 годах. Впервые он был представлен публике на Парижском автосалоне в октябре 1934 и выпускался до августа 1935 года. Всего было произведено 13545 машин. Из них 79 — кабриолеты Eclipse со складным жестким верхом. Механизм работал по принципу пантографа и управлялся электроприводами.

## Peugeot 401 в кино
В одном из эпизодов фильма «Жизнь порядочного человека» 1953 года.